# Chiusanico
Chiusanico (en ligur Cuzànegu o Ciusanego) és un comune italià, situat a la regió de la Ligúria i a la província d'Imperia. El 2011 tenia 603 habitants.

## Geografia
El comune de Chiusanico està situat al vessant esquerra del torrent Impero. Té una superfície de 13,51 km² i les frazioni de Gazzelli i Torria. Limita amb les comunes de Borgomaro, Caravonica, Cesio, Chiusavecchia, Diano Arentino, Lucinasco, Pontedassio, Stellanello i Testico.

## Agermanaments
- Vilobí del Penedès (Alt Penedès)